# Radostów (województwo lubelskie)
Radostów – wieś w Polsce położona w województwie lubelskim, w powiecie hrubieszowskim, w gminie Mircze.
W latach 1975–1998 miejscowość położona była w województwie zamojskim. 
Wieś stanowi sołectwo gminy Mircze. Według Narodowego Spisu Powszechnego (III 2011 r.) wieś liczyła 100 mieszkańców i była 24. co do liczby ludności miejscowością gminy.
Wierni Kościoła rzymskokatolickiego należą do parafii św. Stanisława w Wiszniowie.

## Geografia
Radostów położony jest na południowo-wschodnim skraju gminy Mircze, nad rzeką Bukową na pograniczu Kotliny Hrubieszowskiej i Grzędy Sokalskiej. Radostów jest wsią o charakterze rolniczym. 
Radostów graniczy z wsiami: Franusin, Wiszniów, Wasylów, Łykoszyn i Stara Wieś. Najbliższe miasta to: Łaszczów (oddalony o 10,8 km), Tyszowce (13,2 km), Hrubieszów (26,6 km), Tomaszów Lubelski (34,6 km) czy Zamość (46,8 km).

## Historia
Wieś położona historycznie w staropolskim powiecie bełskim. Po raz pierwszy wspomniano o niej w 1401 r., kiedy to książę Ziemowit IV nadał wieś Stefanowi “de Skale". Wymieniona później w akcie rozgraniczenia dóbr z sąsiednim Łykoszynem. W 1403 r. Paweł z Radostowa występował jako świadek w dokumencie uposażenia kościoła w Rzeplinie. W 1447 r. wymieniony zaś był Stanisław Sieciech z Radostowa. W 1472 r. Siennicki posiadał tu 1 i 1/2 łana użytków, dalsza część wsi tj. 2 i 1/2 łana należała do Stanisława Radostowskiego, który występował w dokumentach w latach 1462-1495. W latach 1494–1495 występował także Wojciech Radostowski.  
W 1490 r. wieś przynależała do Stanisława Nieborowskiego z Moniatycz. Wedle spisu poborowego z 1564 miała 5 łanów (84 ha) gruntów uprawnych, wówczas znajdowała się w posiadaniu rodziny Branickich. W 1578 r. wieś należała do Pawła Branickiego.  
W latach 1662–1682 Radostów należał do Pawła Borzęckiego, a w 1697 r. do Jana Stawskiego. Około 1700 r. wieś należała do Mikołaja Radeckiego, a w 1732 r. do Stanisława Radeckiego, który był kolatorem radostowskiej cerkwi. W 1748 r. właścicielem wsi był Wawrzyniec Radecki, który wybudował w Radostowie drewnianą cerkiew. W 1767 r. wieś należała do Jana Polanowskiego, stolnika horodelskiego. We wsi notowano wówczas staw i młyn wodny o 1 kole. 
W latach 1811–1823 właścicielem wsi był Jan Grabowski, który prawdopodobnie wybudował w Radostowie klasycystyczny dwór. W 1823 r. po ojcu majątek odkupił od rodzeństwa Ignacy Grabowski, żonaty z Izabelą Malewską. W 1841 r. Malewska owdowiała i sprzedała majątek za 177 tysięcy złotych polskich Gabrielowi Rulikowskiemu. Dwadzieścia lat później majątek wykupił za kwotę 300 tysięcy złotych polskich Gustaw Wierciński, żonaty z córką Rulikowskiego - Teresą. W 1892 r. Radostów nabył Stefan Dobiecki za 39 500 rubli, który ożenił się z córką Wiercińskiego - Konstancją. Dobiecki notowany właścicielem Radostowa był do 1929 r., kiedy folwark liczył 332 ha. 
W 1827 r. Radostów liczył 30 domów i 146 mieszkańców. W 1887 folwark Radostów zajmował 593 morgi. W folwarku było 10 budynków murowanych i 19 drewnianych. Wieś liczyła 63 domy i 557 mórg ziemi włościańskiej. W 1909 r. w Radostowie funkcjonowała cegielnia, zniszczona prawdopodobnie w 1915 r. Spis powszechny z r. 1921 wykazał we wsi 72 domy oraz 385 mieszkańców, w tym 9 Żydów i aż 210 Ukraińców, natomiast w folwarku 4 domy, 74 mieszkańców, w tym 18 Ukraińców. W czasie II wojny światowej zginęło 33 mieszkańców, w tym 6 Żydów, 15 Polaków, 12 Ukraińców. W 1991 r. wieś liczyła 150 mieszkańców, a w 2007 108 mieszkańców.  

### Dwór
Prawdopodobnie w drugiej połowie XVIII w. wybudowano w Radostowie parterowy dwór w stylu klasycystycznym. Pierwotnie był to budynek prostokątny na podmurówce. Dwór przykryto gontowym, łamanym dachem polskim. W części środkowej znajdowało się niskie piętro z małą salą od strony ogrodu. Wejście do dworu poprzedzał portyk z dwiema parami toskańskich kolumn. W XIX w. dobudowano poprzeczne skrzydło, w którym znajdowały się trzy pokoje. W pozostałej części znajdowała się sień, schody, jadalnia, salon, kilka pokoi mieszkalnych na parterze i piętrze. Obok dworu została wybudowana oficyna, kryta czterospadowym dachem. Wokół dworu funkcjonował rozległy park z aleją kasztanową i strzyżonym szpalerem grabowym. Dwór był przebudowany przez Gustawa Wiercińskiego w XIX w. W 1915 r. podczas wycofywania się Rosjan dwór został spalony.

### Dawna Cerkiew
Pierwsza wzmianka o radostowskiej cerkwi pochodzi z roku 1510. W 1748 r. wybudowano drewnianą cerkiew. W 1760 r. notowano we wsi drewnianą cerkiew parafialną p.w. Opieki Najświętszej Marii Panny, należącą do dekanatu tyszowieckiego. Do 1761 r. parochem cerkwi był ks, Jan Kulczycki. W 1763 r. parochem był ks. Stefan Tyski. Parafia w 1786 r. liczyła 13 rodzin. Cerkiew wizytowana w 1817 r. miała "wygląd zbliżony do kościołów łacińskich". Cerkiew była remontowana w 1836 i 1874 r. Pod koniec XVIII w. parafię zlikwidowano, a cerkiew włączono do parafii w pobliskim Wiszniowie. Po 1875 r. cerkiew przekształcono na prawosławną. W 1899 r. wybudowano nową małą cerkiew z materiałów rozbiórkowych z cerkwi w Szychowicach. Dla cerkwi właściciel wsi - Dobiecki - przekazał w 1902 r. 6 mórg i 125 prętów ziemi. Po I wojnie światowej cerkiew została zamknięta. Cerkiew, wg niektórych relacji została spalono w 1915 r. Kolejne relacje podają, że cerkiew w Radostowie została zniszczona 25 czerwca 1938 r. Obok cerkwi założono cmentarz, funkcjonujący do lat 20. XX w., który zajmuje powierzchnię 0.3 ha. W Radostowie istnieje także cmentarz z okresu I wojny światowej o powierzchni 0,4 ha.

## Zabytki i atrakcje
- Cmentarz z okresu I wojny światowej  Na cmentarzu z okresu I wojny światowej pochowani są żołnierze, którzy polegli w walce pomiędzy wojskami austriackim i rosyjskimi, poległa również miejscowa ludność. Poległo wówczas około 3000 osób. Na cmentarzu znajduje się 8 mogił zbiorowych i 36 indywidualnych. Na szczycie kopca stoi krzyż betonowy[15][16].
- Figura N.M.P